# Acanthogorgia inermis
Acanthogorgia inermis (synoniem Acalycigorgia inermis) is een zachte koraalsoort uit de familie Acanthogorgiidae. Acanthogorgia inermis werd in 1890 wetenschappelijk beschreven door Hedlund. Uit deze soort zijn een aantal verbindingen geïsoleerd die giftig zijn voor een menselijke leukemie cellijn. Dit zou mogelijk kunnen inhouden dat deze stoffen bruikbaar zouden kunnen zijn als cytostaticum. Het gaat om acht diterpenen en norditerpenen waaronder vijf nieuwe metabolieten.